# Luigny
Luigny est une commune française située dans le sud-ouest du département d'Eure-et-Loir, en région Centre-Val de Loire.

## Géographie

### Situation

Situation géographique
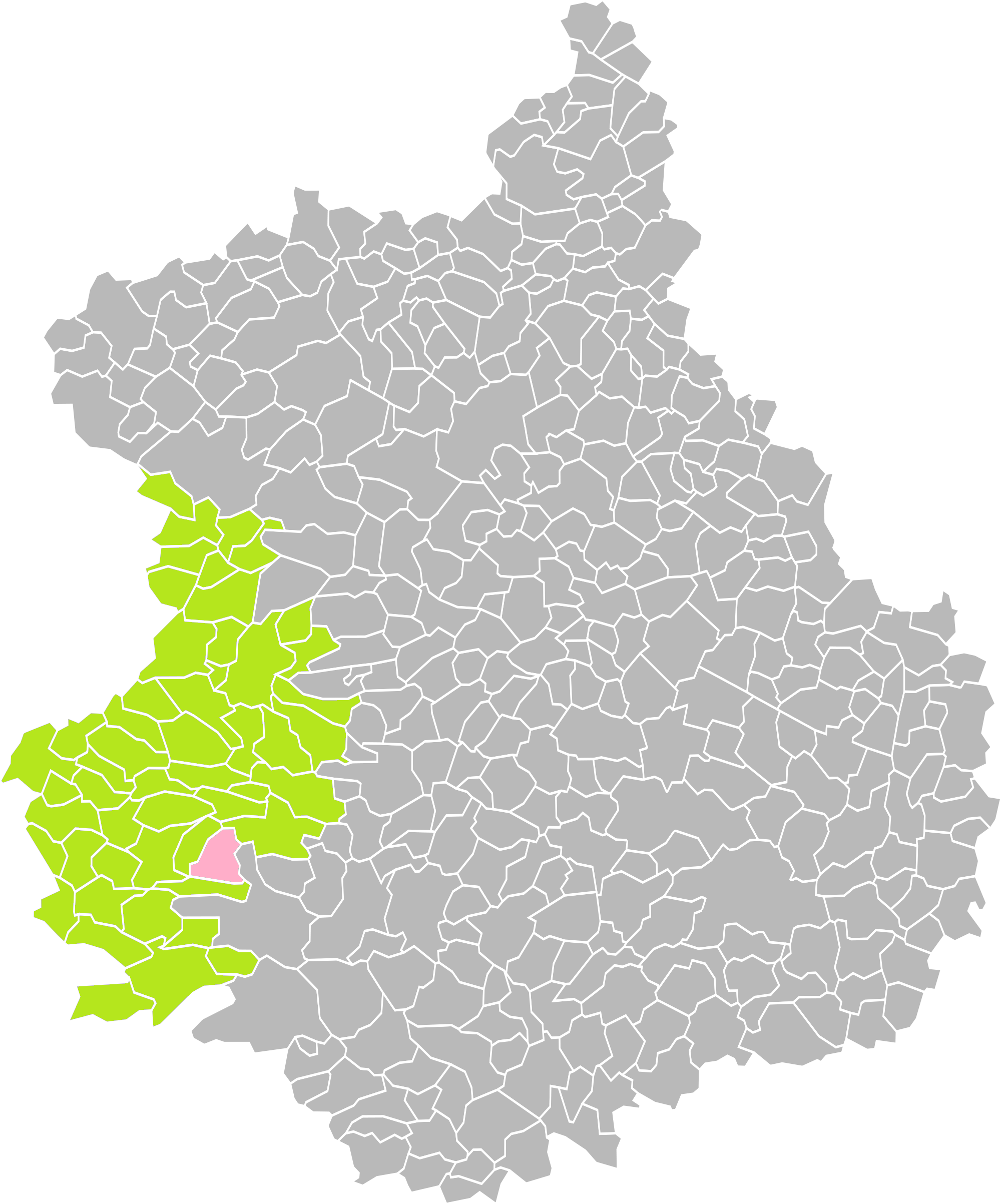
Luigny dans son arrondissement.
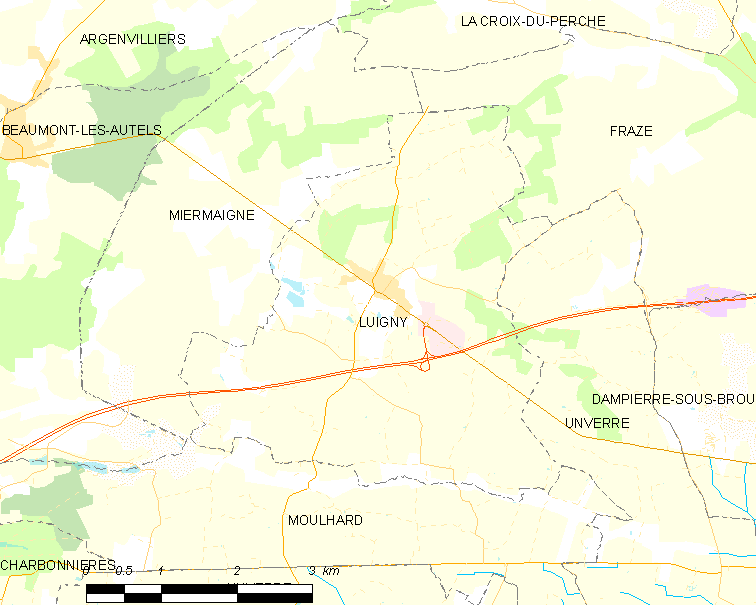
Carte de Luigny et des communes limitrophes.

### Communes limitrophes
| Miermaigne |          | Frazé   |
|            | Luigny   |         |
|            | Moulhard | Unverre |

### Voies de communication et transports

#### Réseau routier
- La commune est traversée selon un axe est-ouest par l'autoroute A11, l'Océane, qui relie Paris à Nantes, et bénéficie sur son territoire de l'échangeur n°4 desservant Brou et Nogent-le-Rotrou.
- La commune est également traversée par la D 955, l'ancienne route nationale 155 assurant la liaison entre Orléans et Saint-Malo via Châteaudun et Nogent-le-Rotrou.

### Hydrographie
La commune est bordée au sud par la rivière l'Ozanne, affluent en rive droite du Loir, lui-même sous-affluent de la Loire par la Sarthe et la Maine.

### Climat
Pour des articles plus généraux, voir Climat du Centre-Val de Loire et Climat d'Eure-et-Loir.
En 2010, le climat de la commune est de type climat océanique dégradé des plaines du Centre et du Nord, selon une étude du CNRS s'appuyant sur une série de données couvrant la période 1971-2000. En 2020, Météo-France publie une typologie des climats de la France métropolitaine dans laquelle la commune est exposée à un climat océanique altéré et est dans une zone de transition entre les régions climatiques « Normandie (Cotentin, Orne) » et « Moyenne vallée de la Loire ». 
Pour la période 1971-2000, la température annuelle moyenne est de 10,4 °C, avec une amplitude thermique annuelle de 14,8 °C. Le cumul annuel moyen de précipitations est de 757 mm, avec 12 jours de précipitations en janvier et 7,8 jours en juillet. Pour la période 1991-2020, la température moyenne annuelle observée sur la station météorologique de Météo-France la plus proche, sur la commune de Miermaigne à 2 km à vol d'oiseau, est de 11,1 °C et le cumul annuel moyen de précipitations est de 755,3 mm,. Pour l'avenir, les paramètres climatiques de la commune estimés pour 2050 selon différents scénarios d'émission de gaz à effet de serre sont consultables sur un site dédié publié par Météo-France en novembre 2022.

## Urbanisme

### Typologie
Au 1er janvier 2024, Luigny est catégorisée commune rurale à habitat dispersé, selon la nouvelle grille communale de densité à 7 niveaux définie par l'Insee en 2022.
Elle est située hors unité urbaine et hors attraction des villes,.

### Occupation des sols
L'occupation des sols de la commune, telle qu'elle ressort de la base de données européenne d’occupation biophysique des sols Corine Land Cover (CLC), est marquée par l'importance des territoires agricoles (88,5 % en 2018), en diminution par rapport à 1990 (90,3 %). La répartition détaillée en 2018 est la suivante : 
terres arables (77,2 %), prairies (10,2 %), forêts (8,1 %), zones industrielles ou commerciales et réseaux de communication (1,8 %), zones urbanisées (1,7 %), zones agricoles hétérogènes (1,1 %). L'évolution de l’occupation des sols de la commune et de ses infrastructures peut être observée sur les différentes représentations cartographiques du territoire : la carte de Cassini (XVIIIe siècle), la carte d'état-major (1820-1866) et les cartes ou photos aériennes de l'IGN pour la période actuelle (1950 à aujourd'hui).

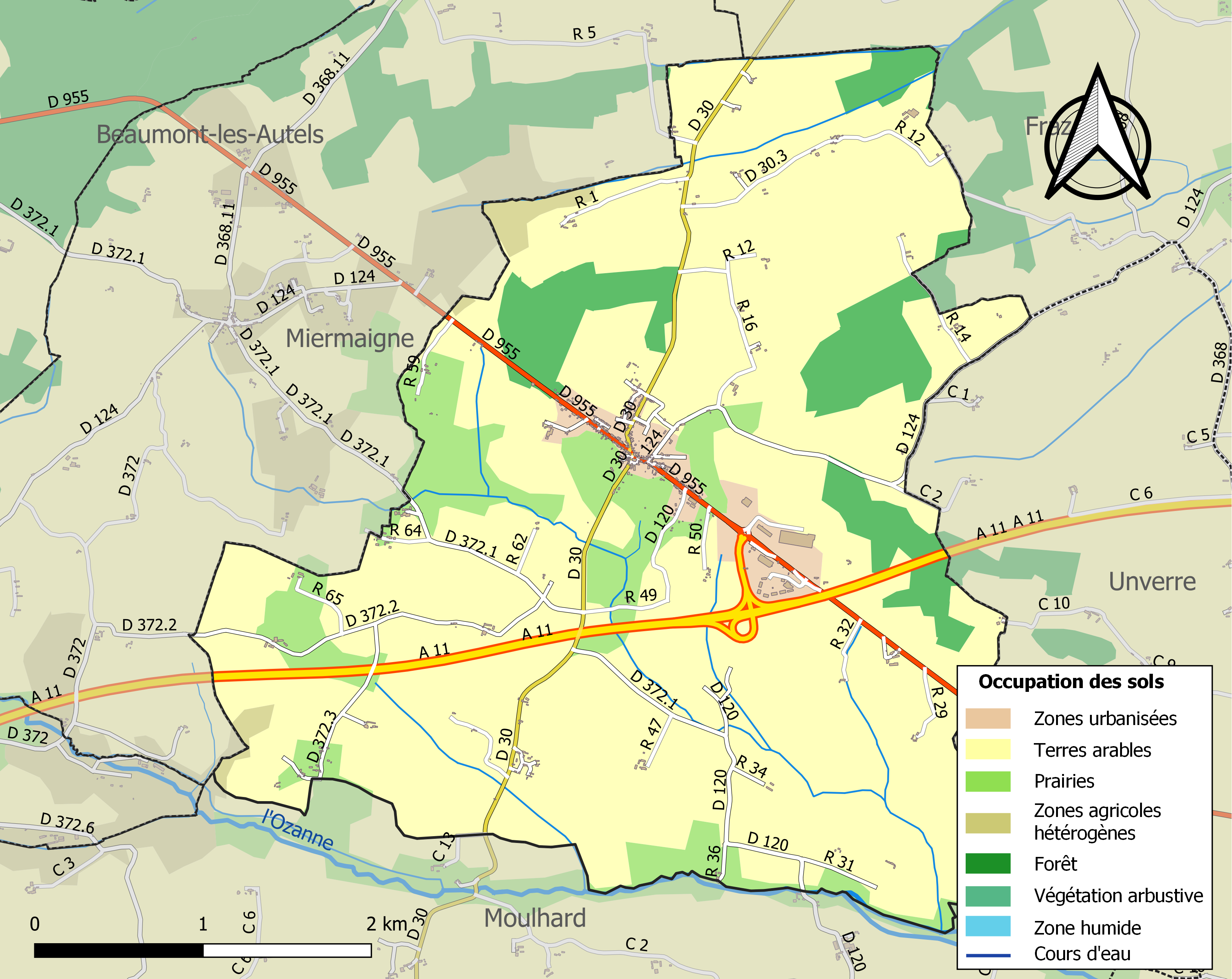
Carte des infrastructures et de l'occupation des sols de la commune en 2018 (CLC).

### Risques majeurs
Le territoire de la commune de Luigny est vulnérable à différents aléas naturels : météorologiques (tempête, orage, neige, grand froid, canicule ou sécheresse), inondations et séisme (sismicité très faible). Il est également exposé à deux risques technologiques, le transport de matières dangereuses et  le risque industriel. Un site publié par le BRGM permet d'évaluer simplement et rapidement les risques d'un bien localisé soit par son adresse soit par le numéro de sa parcelle.

#### Risques naturels
Certaines parties du territoire communal sont susceptibles d’être affectées par le risque d’inondation par débordement de cours d'eau, notamment l'Ozanne. La commune a été reconnue en état de catastrophe naturelle au titre des dommages causés par les inondations et coulées de boue survenues en 1999,.

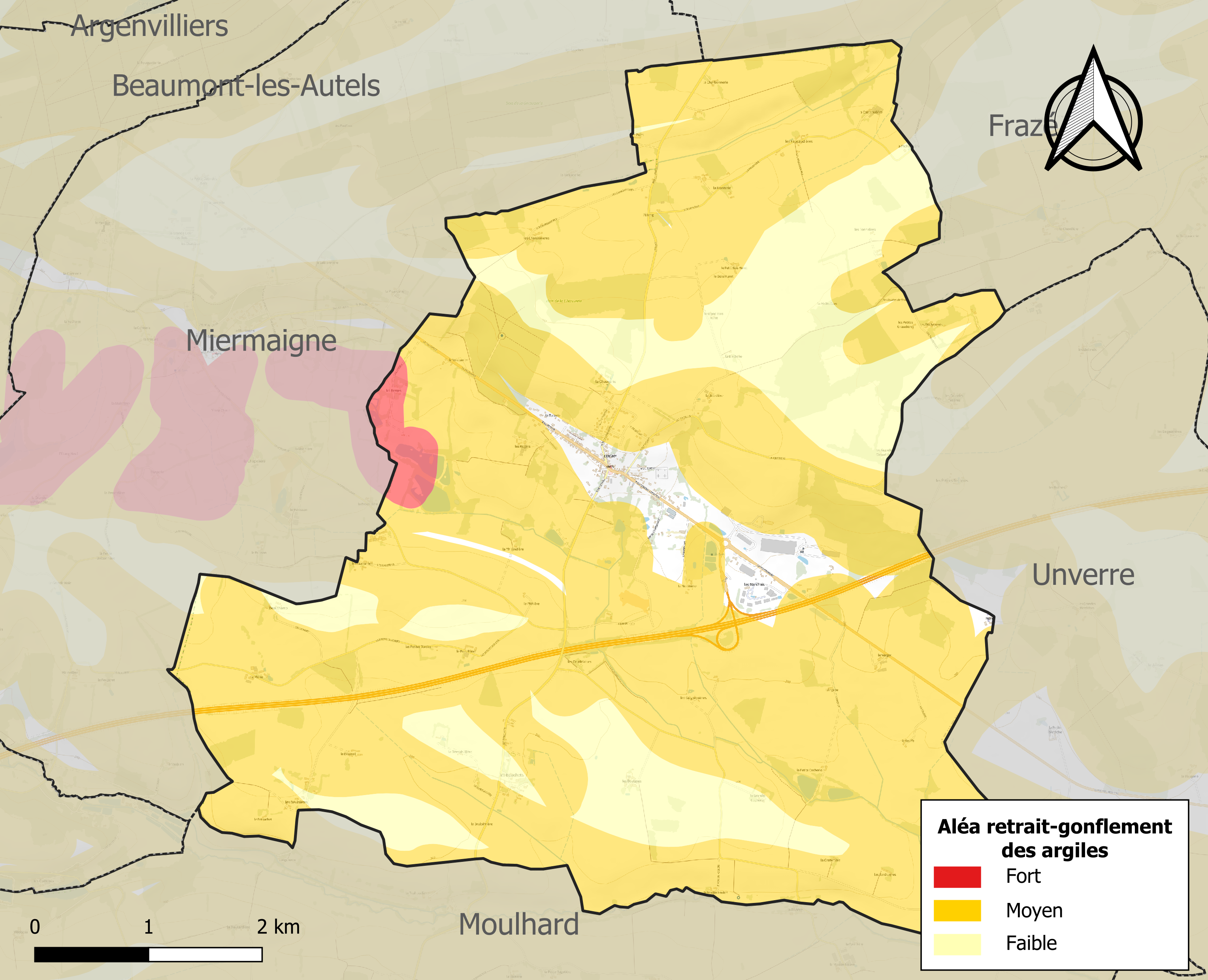
Carte des zones d'aléa retrait-gonflement des sols argileux de Luigny.

Le retrait-gonflement des sols argileux est susceptible d'engendrer des dommages importants aux bâtiments en cas d’alternance de périodes de sécheresse et de pluie. 76,8 % de la superficie communale est en aléa moyen ou fort (52,8 % au niveau départemental et 48,5 % au niveau national). Sur les 269 bâtiments dénombrés sur la commune en 2019, 130 sont en aléa moyen ou fort, soit 48 %, à comparer aux 70 % au niveau départemental et 54 % au niveau national. Une cartographie de l'exposition du territoire national au retrait gonflement des sols argileux est disponible sur le site du BRGM,.
Concernant les mouvements de terrains, la commune a été reconnue en état de catastrophe naturelle au titre des dommages causés par la sécheresse en 2020 et par des mouvements de terrain en 1999.

#### Risques technologiques
La commune est exposée au risque industriel du fait de la présence sur son territoire d'une entreprise soumise à la directive européenne SEVESO.
Le risque de transport de matières dangereuses sur la commune est lié à sa traversée par des infrastructures routières ou ferroviaires importantes ou la présence d'une canalisation de transport d'hydrocarbures. Un accident se produisant sur de telles infrastructures est en effet susceptible d’avoir des effets graves au bâti ou aux personnes jusqu’à 350 m, selon la nature du matériau transporté. Des dispositions d’urbanisme peuvent être préconisées en conséquence.

## Toponymie
Le nom de la localité est attesté sous les formes Luigné, décembre 1380 (Archives nationales-JJ 118, n° 152, fol. 80) ; Luigny, 24 mai 1382 (Archives nationales-JJ 120, n° 307, fol. 150) ; Luniacum, 1423 (Cartulaire de Thiron) ; Paroisse de Brenny, juin 1489 (Archives nationales-JJ 225, n° 783, fol. 166 v°) ; Loupny, 1533 (Archives départementales d'Eure-et-Loir-E, Comté de Montboissier) ; Lugny au Perche, 1740 (Bibliothèque municipale d’Orléans, Ms 995, fol. 129) ; Luigny, XVIIIe s. (Carte de Cassini).
Du bas latin Lupinacus. Gentilice Lupinus, diminutif en inus formé sur le latin Lupus, le loup, français Lupin, et suffixe gallo-roman de possession -acum.

## Histoire

### Époque contemporaine

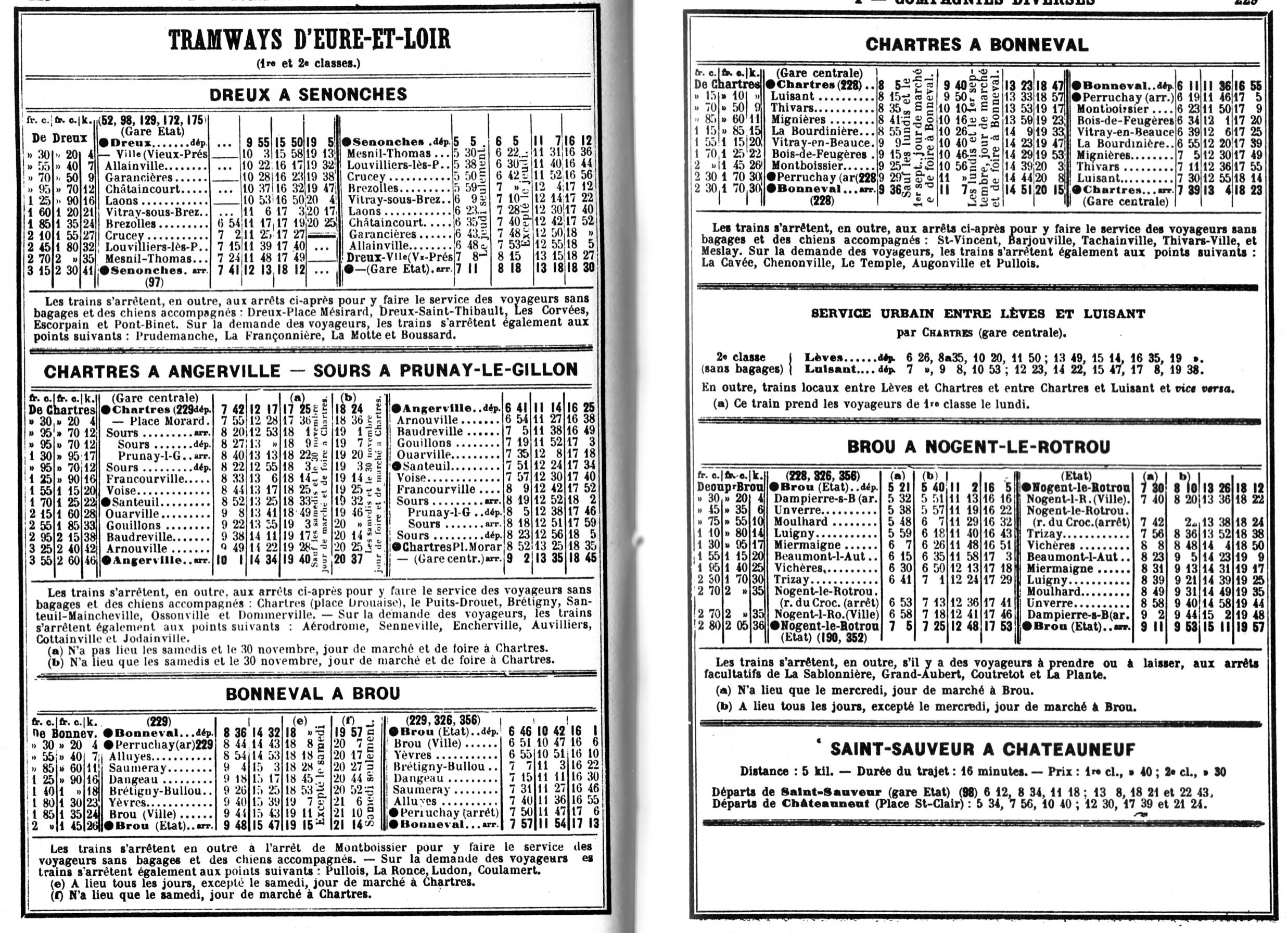
Indicateur Chaix des Tramways d'Eure-et-Loir (mai 1914).

- De 1908 à 1934, Luigny est desservie par les Tramways d'Eure-et-Loir qui relient Brou à Nogent-le-Rotrou.

## Politique et administration

### Liste des maires
| Période                                  | Période   | Identité         | Étiquette | Qualité                   |
| ---------------------------------------- | --------- | ---------------- | --------- | ------------------------- |
| Les données manquantes sont à compléter. |           |                  |           |                           |
| 1999                                     | mars 2008 | Marcel Challier  |           | Retraité                  |
| mars 2008                                | mai 2020  | Michel Ricoul    | SE        | Artisan                   |
| mai 2020                                 | En cours  | Thierry Bouthier |           | Fonctionnaire territorial |

## Population et société

### Démographie
L'évolution du nombre d'habitants est connue à travers les recensements de la population effectués dans la commune depuis 1793. Pour les communes de moins de 10 000 habitants, une enquête de recensement portant sur toute la population est réalisée tous les cinq ans, les populations de référence des années intermédiaires étant quant à elles estimées par interpolation ou extrapolation. Pour la commune, le premier recensement exhaustif entrant dans le cadre du nouveau dispositif a été réalisé en 2005.

En 2022, la commune comptait 423 habitants, en évolution de +20,17 % par rapport à 2016 (Eure-et-Loir : −0,23 %, France hors Mayotte : +2,11 %).
| 1793 | 1800 | 1806 | 1821 | 1831 | 1836 | 1841 | 1846 | 1851 |
| ---- | ---- | ---- | ---- | ---- | ---- | ---- | ---- | ---- |
| 466  | 481  | 467  | 465  | 637  | 650  | 649  | 660  | 700  |

| 1856 | 1861 | 1866 | 1872 | 1876 | 1881 | 1886 | 1891 | 1896 |
| ---- | ---- | ---- | ---- | ---- | ---- | ---- | ---- | ---- |
| 730  | 727  | 747  | 719  | 705  | 683  | 722  | 751  | 763  |

| 1901 | 1906 | 1911 | 1921 | 1926 | 1931 | 1936 | 1946 | 1954 |
| ---- | ---- | ---- | ---- | ---- | ---- | ---- | ---- | ---- |
| 722  | 697  | 675  | 618  | 633  | 569  | 591  | 595  | 529  |

| 1962 | 1968 | 1975 | 1982 | 1990 | 1999 | 2005 | 2006 | 2010 |
| ---- | ---- | ---- | ---- | ---- | ---- | ---- | ---- | ---- |
| 477  | 446  | 441  | 347  | 342  | 376  | 400  | 401  | 425  |

| 2015 | 2020 | 2022 | - | - | - | - | - | - |
| ---- | ---- | ---- | - | - | - | - | - | - |
| 352  | 413  | 423  | - | - | - | - | - | - |

### Manifestations culturelles et festivités
- Comité des Fêtes de Luigny
- Association Sportive de Luigny
- Association "Pêche Loisirs Animations"
- Association " Les Amis de Saint Jean-Baptiste de Luigny"

## Économie
En complément des activités agricoles traditionnelles du Perche, la commune accueille l'entreprise chimique CMS High Tech, classée Seveso « seuil bas ». 
En 2019, un important incendie a lieu dans une partie de l'usine, ce qui provoque la fermeture de l'entrée n°4 de l'autoroute A11 pendant plusieurs heures.

## Culture locale et patrimoine

### Lieux et monuments
- Église Saint-Jean-Baptiste du XIIe siècle avec un chœur qui conserve l'un des plus bels ensembles de style baroque édifié en 1656. Son retable est classé monument historique au titre d'objet depuis 1995[27] ;
- « Cerise », statue de cheval percheron en bronze, orne le rond-point face à l'autoroute A11, sur la route en direction de Brou. Inaugurée en 2003, cette statue est l'œuvre du sculpteur Yves Galzin, réalisée par la fonderie d'art Macheret.

Il n'en existerait que trois dans le monde entier, les deux autres se situant en Chine et aux États-Unis[réf. souhaitée] ;
- Tombeau du général Lebreton.

### Personnalités liées à la commune
- Eugène Casimir Lebreton (1791-1876), représentant d'Eure-et-Loir à l'Assemblée constituante et à l'Assemblée législative, député d'Eure-et-Loir au Corps législatif (Second Empire) de 1863 à 1870, maire de Luigny[28] ;

Lieux, monuments et personnalités
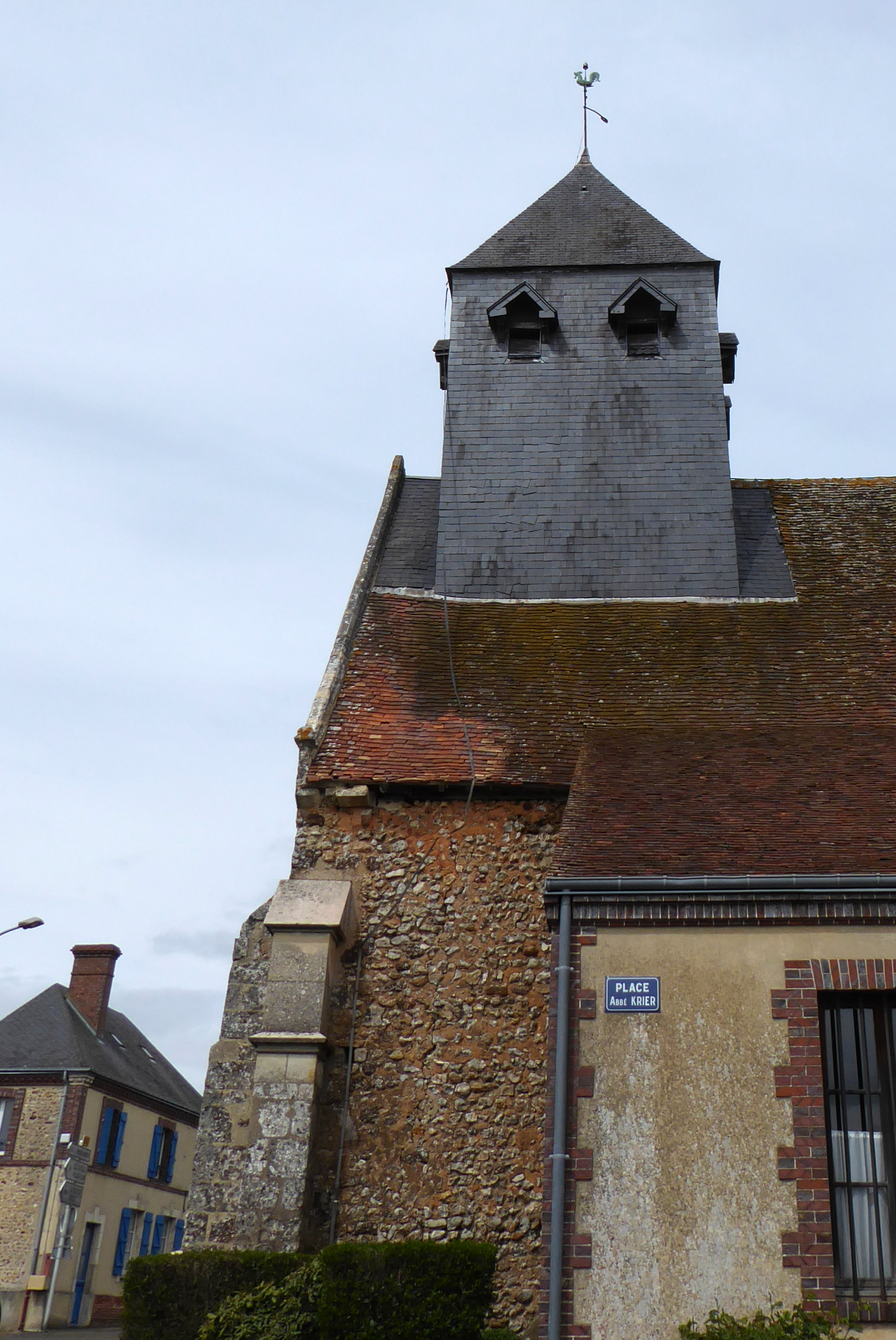
L'église Saint-Jean-Baptiste, place Abbé Krier.
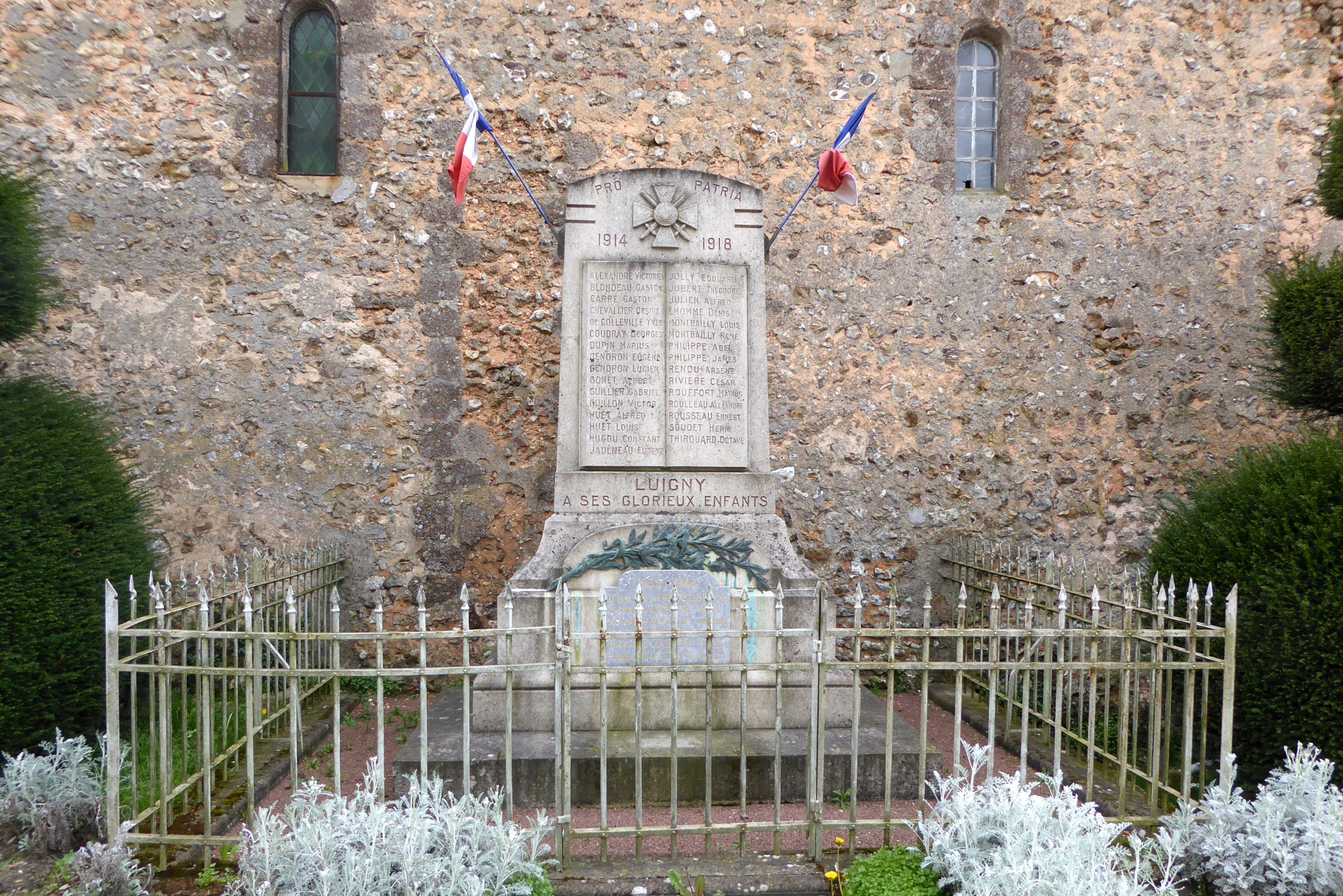
Le monument aux morts.
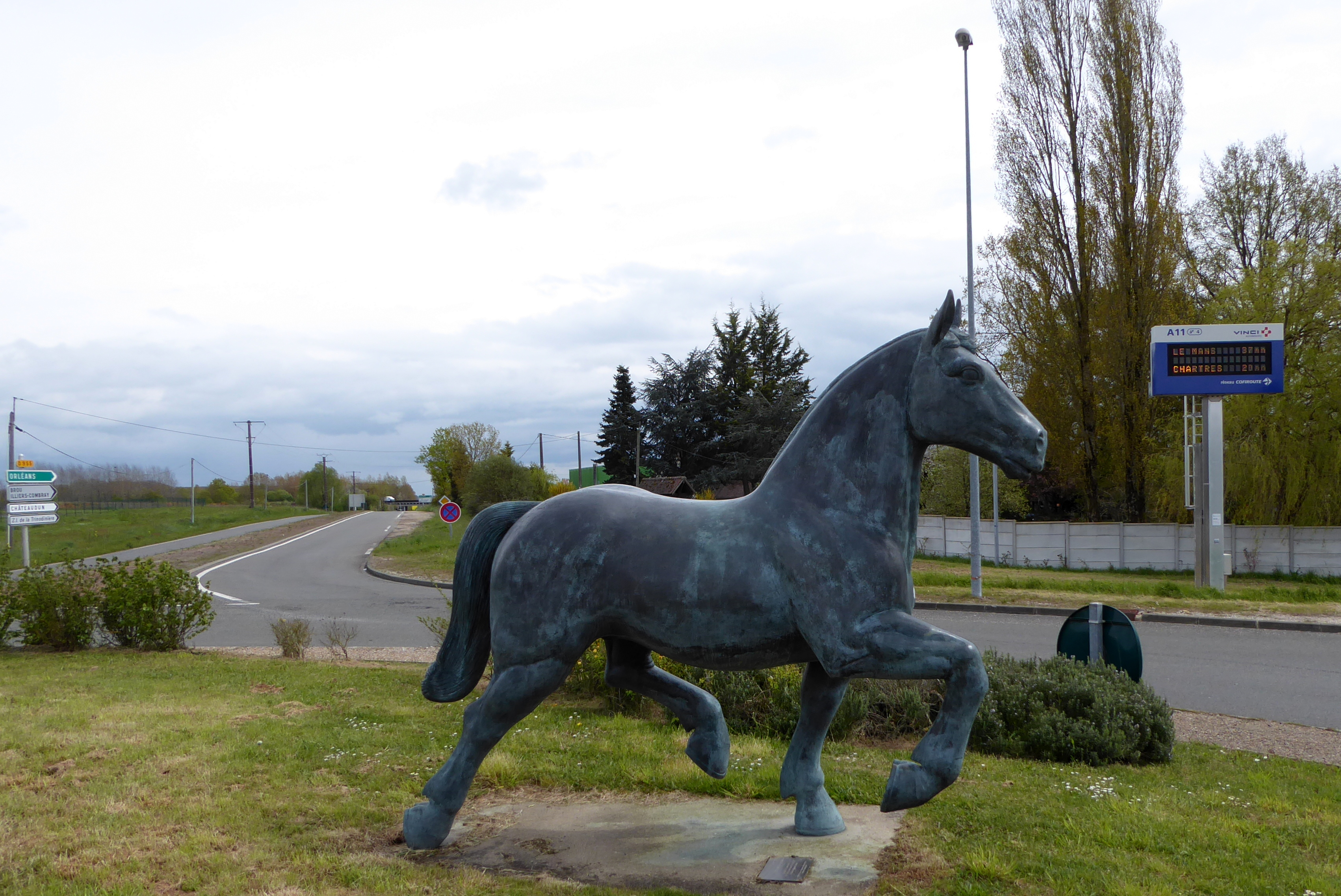
"Cerise", cheval percheron, galopant vers l'entrée n°4 de l'A11.
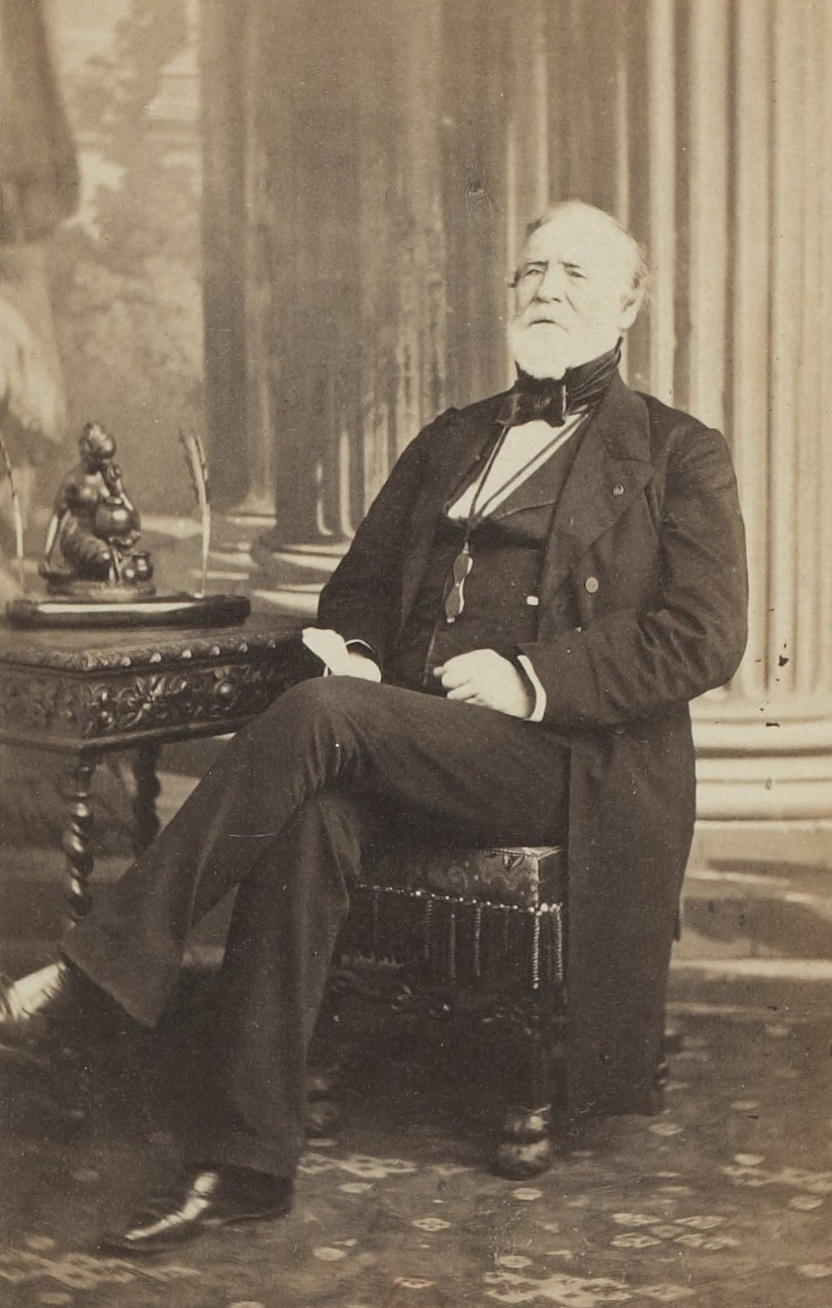
Eugène Casimir Lebreton entre 1852 et 1857.

### Héraldique
|  | Les armes de la commune se blasonnent ainsi : d’azur à la barre d’or chargée d’une hache de bûcheron d’argent emmanchée au naturel, accompagnée d’une tête de loup arrachée d’argent en chef et d’un bouquet de feuilles de chêne de sinople autour d’un gland au naturel en pointe. |